# Expo 2020
Die Weltausstellung Expo 2020 unter dem Motto Connecting Minds, Creating the Future (dt. Köpfe verbinden, die Zukunft schaffen) sollte ursprünglich vom 20. Oktober 2020 bis zum 3. April 2021 in den Vereinigten Arabischen Emiraten stattfinden. Bei der „Expo“ handelt es sich um eine der vom Bureau International des Expositions (BIE) anerkannten großen internationalen Ausstellungen. Es war die erste Weltausstellung, die in einem arabischen Land stattfand. Es wurden rund 24,1 Mio. Besuche gezählt.
Anfang April 2020 reichte die Regierung der Vereinigten Arabischen Emirate einen formellen Antrag auf Verschiebung der Weltausstellung ein. Wegen der COVID-19-Pandemie fand die Expo nunmehr vom 1. Oktober 2021 bis zum 31. März 2022 in Dubai statt. Die Veranstaltung lief dabei aber weiter unter dem Titel „Expo 2020“.
Die Kosten wurden auf 7 Milliarden US-Dollar geschätzt. Für die Zeit der Weltausstellung wurden 25 Millionen Besucher und eine Belebung der lokalen Wirtschaft erwartet.

## Geschichte
Nachdem die erste Stadt beim BIE ein Angebot eingereicht hatte, hatten andere Städte sechs Monate Zeit, um darauf zu reagieren. Anfang 2011 reichten Izmir (Türkei) und Ayutthaya (Thailand) Angebote an das BIE ein und leiteten das sechsmonatige Zeitfenster für andere Städte ein.  Als das Fenster am 2. November 2011 geschlossen wurde, gab es fünf potenzielle Städte, wobei Dubai seinen Eintrag erst in letzter Minute vornahm. Das Gebot von Ayutthaya wurde später vom Bureau of International Expositions aufgrund der Besorgnis, dass es nicht ausreichend von der thailändischen Regierung unterstützt wurde, disqualifiziert. Das BIE kündigte für den 27. November 2013 die Wahl der Gastgeberstadt an. Folgende vier Städte standen noch zur Wahl:
- Jekaterinburg, Russland[8]
- Dubai, Vereinigte Arabische Emirate
- Izmir, Türkei[9]
- São Paulo, Brasilien[10]

São Paulo wurde nach der ersten Wahlrunde vom Wettbewerb ausgeschlossen. Izmir wurde im zweiten Wahlgang abgelehnt. Jekaterinburg verlor schließlich in der dritten und letzten Wahlrunde mit 47 zu 116 Stimmen gegen Dubai. Die Wahl fand in Paris statt. In Dubai wurde die Wahl mit einem Feuerwerk gefeiert, ein nationaler Feiertag wurde am folgenden Tag für alle Bildungseinrichtungen im Land erklärt. Der Emir von Dubai Muhammad bin Raschid Al Maktum kündigte eine Veranstaltung an, die „die Welt staunen“ lassen werde.

## Eröffnungsfeier
Die Expo 2020 wurde am 30. September 2021 offiziell eröffnet. Bei der Zeremonie traten unter anderem folgende Künstler auf: der italienische Tenor Andrea Bocelli (mit „The Prayer“), der emiratische Sänger und Komponist Hussain Al Jassmi mit Mayssa Karaa und Almas, die den Titelsong der Expo „This Is Our Time“ sangen, des Weiteren die britische Sängerin Ellie Goulding (mit „Anything Could Happen“), die beninische Sängerin Angélique Kidjo und der saudische Sänger Mohammed Abdu (ein Duett von John Legends „If You're Out There“), die amerikanische Sängerin Andra Day („Rise Up“) und der chinesische Pianist Lang Lang. Die Eröffnungsrede wurde vom Emir von Dubai, Scheich Muhammad bin Raschid Al Maktum, gehalten.

## Organisation und Auswirkungen
Der Hauptstandort der Expo Dubai 2020 ist ein 438 Hektar großes Gebiet zwischen den Städten Dubai und Abu Dhabi, nahe der westlichen Grenze des Emirats Dubai mit dem Emirat Abu Dhabi. Der vom amerikanischen Unternehmen Hellmuth, Obata + Kassabaum entworfene Masterplan ist um einen zentralen Platz mit dem Titel Al Wasl herum organisiert, der von drei großen Pavillons umgeben ist, die von Al-Futtaim Carillion gebaut werden und jeweils einem Thema gewidmet sind. Die Anlagen sollen später als nachhaltiger Wohnraum für 30.000 Personen fungieren. In jüngster Zeit hat Dubai umfangreiche Investitionen in verschiedene Infrastruktur- und Energieprojekte getätigt und das weltweit größte Solarstromprojekt gestartet, die alle mit der Expo 2020 in Verbindung stehen.

## Transportmöglichkeiten

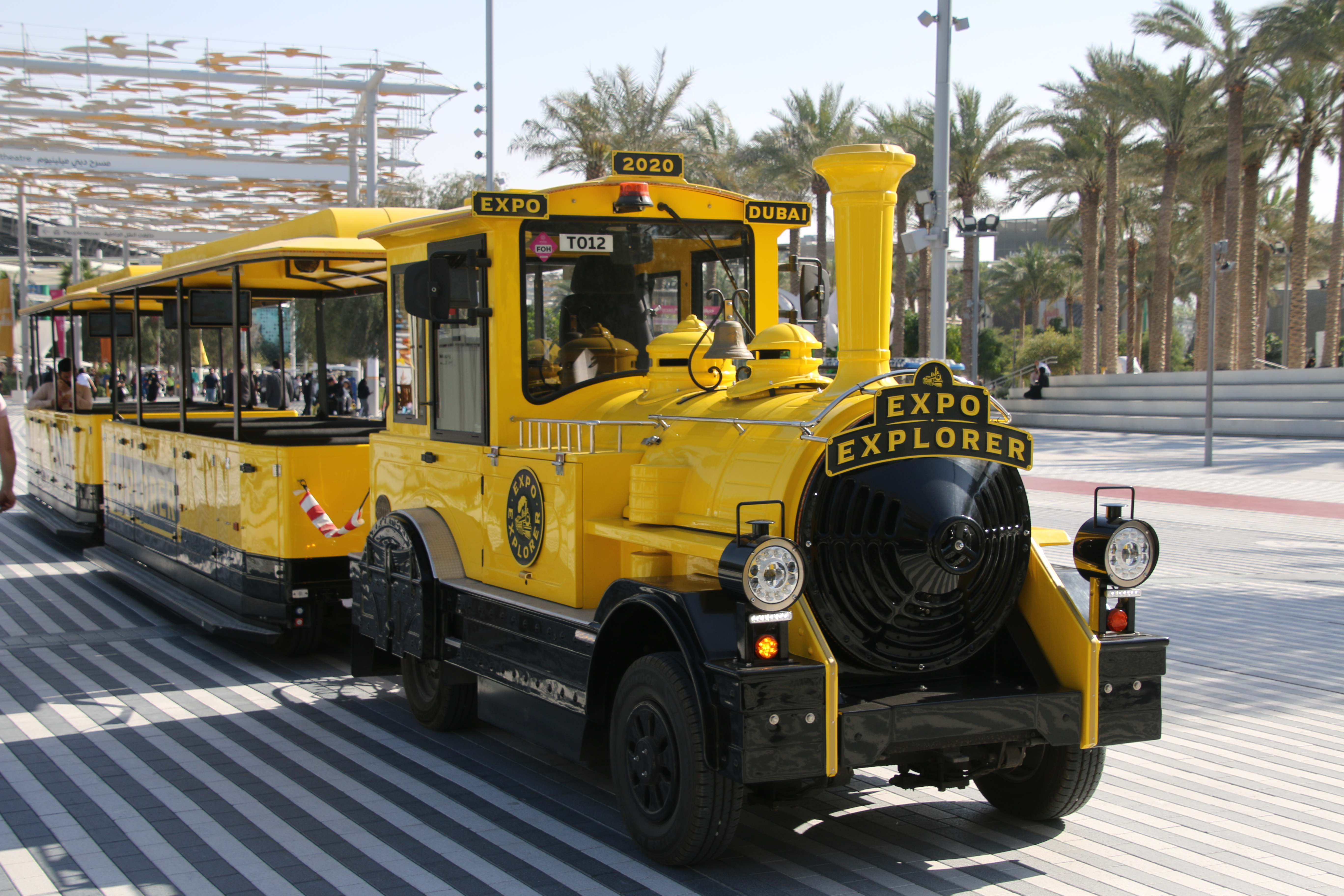
Expo Explorer

Man konnte mit dem elektrobetriebenen Expo Explorer in regelmäßigen Abständen durch die drei Distrikte eine Rundfahrt unternehmen.

## Werbung
Die staatliche Fluggesellschaft Emirates des Emirates Dubai war für die Expo von großer Bedeutung. Sie brachte Millionen von Passagieren nach Dubai und warb sowohl für sich selbst als auch für die Weltausstellung. Rund 40 Airbus A380 der eigenen Flotte wurden mit spezieller Expo-Werbung lackiert. Darauf zu lesen war das Motto und die Dauer der Show.
Am 14. Januar 2022 veröffentlichte Emirates einen Werbespot; darauf zu sehen ist eine Stewardess auf der Spitze des Burj Khalifas. Um sie fliegt ein mit Expo-Werbung lackierter Airbus A380.

## Thema
Die Veranstaltung stand unter dem Motto Connecting Minds, Creating the Future (dt. Köpfe verbinden, die Zukunft schaffen) und die drei Unterthemen Sustainability, Mobility und Opportunity (dt. Nachhaltigkeit, Mobilität und Chancen) mit eigenen Pavillons. Im Vergleich zu vorherigen Ausstellungen hatte die Expo eine universellere Ausrichtung.
Im Jahr 2021 wurde angekündigt, dass die drei Themenpavillons vor der vollständigen Eröffnung der Messe für eine begrenzte Zeit geöffnet sein werden. Der Nachhaltigkeitspavillon Terra wurde am 22. Januar 2021 eröffnet und war bis zum 10. April 2021 geöffnet.

## Teilnehmer
192 Nationen haben ihre Teilnahme angekündigt. Der deutsche Pavillon wurde im Auftrag des Bundesministeriums für Wirtschaft und Energie von der Koelnmesse GmbH organisiert und betrieben. Der Schweizer Pavillon wurde im März 2021 fertiggestellt. Präsenz Schweiz ist für den Auftritt der Schweiz zuständig. Der Schweizer Nationentag fand am 29. Oktober 2021 in Anwesenheit einer offiziellen Delegation unter der Leitung von Bundespräsident Guy Parmelin statt. Der österreichische Beitrag mit Österreich-Pavillon wurde von der ehrenamtlichen Regierungskommissärin Beatrix Karl verantwortet. Baden-Württemberg nahm mit einem eigenen Pavillon an der Expo teil.

## Pavillons
Die folgenden Nationen und Organisationen nahmen an der Expo 2020 teil:

### Länderpavillons
| Name                               | Bild | Unterthema     | Größe                               | Architekt                                                                         | Anmerkungen |
| ---------------------------------- | ---- | -------------- | ----------------------------------- | --------------------------------------------------------------------------------- | --- |
| Afghanistan                        |      | Opportunity    |                                     | Redpeg                                                                            | Der Pavillon wurde von der Islamischen Republik Afghanistan organisiert und war in der ersten Woche für Besucher nicht zugänglich, da die Taliban das Land übernommen hatten. Der Pavillon wurde erst am 6. Oktober eröffnet und zeigte afghanische Teppiche, Edelsteine und andere Artefakte. |
| Ägypten                            |      | Opportunity    |                                     | Hazem Hamada                                                                      | Der Pavillon zeigte den Sarg des Priesters Psamtik (der 2020 in Sakkara entdeckt wurde) sowie Nachbildungen von König Tuts goldener Maske und seinem Sarkophag, seiner Ka-Wächter-Statue, dem Stuhl für besondere Anlässe und seinen goldenen Thronsessel. |
| Albanien                           |      | Mobility       |                                     |                                                                                   | |
| Algerien                           |      | Mobility       |                                     | Pico                                                                              | |
| Andorra                            |      | Sustainability |                                     |                                                                                   | |
| Angola                             |      | Mobility       |                                     | Nascimento, Toso, Acuto                                                           | |
| Antigua und Barbuda                |      | Mobility       |                                     |                                                                                   | |
| Äquatorialguinea                   |      | Sustainability |                                     |                                                                                   | |
| Argentinien                        |      | Opportunity    |                                     |                                                                                   | |
| Armenien                           |      | Opportunity    |                                     |                                                                                   | Der Pavillon zeigte alte Bücher wie den Urbatagirk, das Buch der Klagelieder von Gregor von Narek und ein Rechenbuch von Anania Shirakatsi. |
| Aserbaidschan                      |      | Sustainability | 1300 m² von Gärten und Spazierwegen | Simmetrico                                                                        | Der Pavillon hatte das Thema Saatgut für die Zukunft. |
| Äthiopien                          |      | Opportunity    |                                     |                                                                                   | Im Äthiopien-Pavillon war eine Nachbildung von Lucy zu sehen. |
| Australien                         |      | Mobility       |                                     | bureau^proberts                                                                   | Der Pavillon bestand aus drei Bereichen: Welcome Stories, ein neonbeleuchteter Korridor mit visuellen Installationen von Migranten, die ihre Ankunft in Australien beschreiben; die Star Dreaming Gallery, ein Planetarium, das veranschaulicht, wie Australiens indigene Gemeinschaften zu den ersten Astronomen der Welt gehörten; und Annika's Journey, eine Multimedia-Ausstellung, die ein junges Mädchen bei der Erforschung von Australiens Bemühungen um eine nachhaltige Zukunft begleitet. |
| Bahamas                            |      | Sustainability | 696,77 m²                           |                                                                                   | |
| Bahrain                            |      | Opportunity    |                                     | Christian Kerez                                                                   | Im Pavillon von Bahrain gab es Live-Webstationen. |
| Bangladesch                        |      | Sustainability |                                     | Wanders Werner Falasi                                                             | |
| Barbados                           |      | Mobility       |                                     |                                                                                   | |
| Belarus                            |      | Opportunity    |                                     | NÜSSLI Adunic AG                                                                  | Der Pavillon hatte den Namen Wald der Zukunftstechnologie. |
| Belgien                            |      | Mobility       |                                     | Assar Architects, Vincent Callebaut Architectures                                 | Errichtet vom Bauunternehmen BESIX Group, stand der Pavillon unter dem Motto „Smart and Green Belgium 2050“. |
| Belize                             |      | Opportunity    |                                     |                                                                                   | |
| Benin                              |      | Sustainability |                                     |                                                                                   | |
| Bhutan                             |      | Opportunity    |                                     |                                                                                   | Die VAE stellten den Pavillon kostenlos zur Verfügung. |
| Bolivien                           |      | Mobility       |                                     |                                                                                   | |
| Bosnien und Herzegowina            |      | Opportunity    |                                     |                                                                                   | |
| Botswana                           |      | Mobility       |                                     |                                                                                   | |
| Brasilien                          |      | Sustainability |                                     |                                                                                   | |
| Brunei                             |      | Opportunity    |                                     | Al Jabal Engineering                                                              | |
| Bulgarien                          |      | Mobility       |                                     | Alexander Brainov                                                                 | Der Pavillon zeigte Repliken der Goldschätze von Panagjurischte und Varna. |
| Burkina Faso                       |      | Sustainability |                                     |                                                                                   | Der Pavillon von Burkina Faso enthielt eine Nachbildung der Ruinen von Loropéni. |
| Burundi                            |      | Opportunity    |                                     |                                                                                   | |
| Chile                              |      | Mobility       |                                     | LC Partner                                                                        | |
| Volksrepublik China                |      | Opportunity    | 4636 m²                             | Construction Engr. Design                                                         | Der Pavillon bot im Innern Infos über das chinesische Mond- und Mars-Raumfahrtprogramm sowie eine nächtliche Show mit beleuchteten Drohnen und Laserlichtern. |
| Costa Rica                         |      | Mobility       |                                     |                                                                                   | |
| Dänemark                           |      | Mobility       |                                     | X Works                                                                           | Der Dänemark-Pavillon verfügte über eine 18 Meter hohe Sternwartenkuppel als Aussichtspunkt. |
| Deutschland                        |      | Sustainability | 4561 m²                             | LAVA, Facts And Fiction                                                           | Der Pavillon, Campus Deutschland, umfasste Themenbereiche wie das Energielabor, das Labor der Stadt der Zukunft und das Labor der biologischen Vielfalt. Am 30. März 2022 verlieh das Bureau International des Expositions (BIE) dem Deutschen Pavillon den Expo Gold Award für seine Themeninterpretation in der Kategorie „XL-Pavillon“. Kurz vor Ende der Ausstellung begrüßte der Deutsche Pavillon den 2.500.000sten Besucher. |
| Dschibuti                          |      | Mobility       |                                     |                                                                                   | |
| Dominica                           |      | Mobility       |                                     |                                                                                   | |
| Dominikanische Republik            |      | Mobility       |                                     |                                                                                   | |
| Demokratische Republik Kongo       |      | Opportunity    |                                     |                                                                                   | Das Design des Pavillons der DR Kongo war von einem Termitenhügel inspiriert. |
| Elfenbeinküste                     |      | Mobility       |                                     |                                                                                   | |
| El Salvador                        |      | Mobility       |                                     |                                                                                   | |
| Eritrea                            |      | Mobility       |                                     |                                                                                   | |
| Estland                            |      | Mobility       |                                     | KOKO Architects                                                                   | |
| Eswatini                           |      | Mobility       |                                     |                                                                                   | |
| Fidschi                            |      | Opportunity    |                                     |                                                                                   | |
| Finnland                           |      | Mobility       |                                     | JKMM Architects                                                                   | Der Pavillon Lumi, was auf Finnisch „Schnee“ bedeutet und einem weißen Zelt aus Schnee ähnelt, war von der dünnen weißen Schicht des ersten Schneefalls inspiriert, der die finnische Landschaft ab Herbst bedeckt. Das Zentrum des Pavillons war eine hölzerne „Schlucht“ mit Granitboden, Holzwänden und natürlichem Licht vom hohen Dach, begleitet von natürlichen Klängen aus den Wäldern Finnlands. Der Pavillon verfügte über einen sprachgesteuerten Aufzug der DX-Klasse von Kone und eine Kaffeemaschine von Wärtsilä in Zusammenarbeit mit Soletair Power und Q Power, die mit synthetischem Kraftstoff betrieben wird, der aus CO₂ gewonnen wird, das mit Hilfe von Power-to-X-Technologien (P2X) aus der Luft gewonnen wird.                                                                                             |
| Frankreich                         |      | Mobility       |                                     | Atelier Perez Prado, Celnikier & Grabli Architects                                | Der französische Pavillon, der von Besix gebaut wurde, stand unter dem Motto „Lumière, Lumières“ („Licht, Erleuchtung“). Der Pavillon zeigte eine Originalausgabe der 35-bändigen Enzyklopädie von Diderot und d'Alembert, eine Leihgabe des französischen Nationalarchivs. |
| Gabun                              |      | Sustainability |                                     |                                                                                   | Der Pavillon bestand aus verschiedenen Themenbereichen: Wald, Wirtschaft, Tourismus, Kultur und Zusammenkunft. Im Kulturbereich waren acht traditionelle gabunische Masken ausgestellt, die das Nationalmuseum von Gabun zur Verfügung gestellt hatte. |
| Gambia                             |      | Mobility       |                                     |                                                                                   | |
| Georgien                           |      | Sustainability |                                     |                                                                                   | |
| Ghana                              |      | Opportunity    |                                     |                                                                                   | |
| Griechenland                       |      | Sustainability |                                     | SALFO And Associates                                                              | |
| Grenada                            |      | Mobility       |                                     |                                                                                   | |
| Guatemala                          |      | Opportunity    |                                     |                                                                                   | |
| Guinea                             |      | Sustainability |                                     |                                                                                   | |
| Guinea-Bissau                      |      | Opportunity    |                                     |                                                                                   | |
| Guyana                             |      | Opportunity    |                                     |                                                                                   | |
| Haiti                              |      | Mobility       |                                     |                                                                                   | |
| Honduras                           |      | Opportunity    |                                     |                                                                                   | |
| Ungarn                             |      | Mobility       | 1828 m²                             | Lőrinc Csernyus                                                                   | Es handelte sich um einen von Lőrinc Csernyus entworfenen Pavillon in Holzbauweise. |
| Indien                             |      | Opportunity    | 8750 m²                             | CP Kukreja Architects                                                             | Der von Unionsminister Piyush Goyal eingeweihte Pavillon war vierstöckig und verfügte über eine Fassade aus 600 einzelnen kinetischen Paneelen, die Simulationen und Bewegungen ermöglichen. Im Erdgeschoss wurden das indische Raumfahrtprogramm sowie Yoga und Heilkräuter vorgestellt. Hier stand auch ein Modell der Statue der Einheit. Im ersten Stock wurden indische Landschaften und Kunst gezeigt, darunter Miniaturmodelle des Taj Mahal, des Junagarh Fort und des Ram Mandir. |
| Indonesien                         |      | Opportunity    | 1860 m²                             | PT Wijaya Karya                                                                   | Der Pavillon war in drei Bereiche unterteilt: Gestern, Heute und Morgen. |
| Iran                               |      | Mobility       | 2014 m²                             | Shift Process Practice                                                            | Hunderte von Kugeln aus gebranntem Ton hingen an den Wänden des Iran-Pavillons. |
| Irak                               |      | Opportunity    |                                     | RAW-NYC Architects                                                                | Der Pavillon war eine muschelartige Struktur, die von Fischernetzen inspiriert war. |
| Irland                             |      | Mobility       |                                     | Ciarán O’Connor                                                                   | |
| Israel                             |      | Opportunity    |                                     | AVS Creative                                                                      | |
| Italien                            |      | Opportunity    |                                     | Carlo Ratti Associati                                                             | Der Italien-Pavillon enthielt eine 3D-gedruckte Version von Michaelangelo's David. |
| Jamaika                            |      | Mobility       |                                     |                                                                                   | Der Pavillon bestand aus sieben Bereichen, in denen jamaikanische Geschichte, Sport, Wirtschaft und Musik dargestellt wurden. |
| Japan                              |      | Opportunity    |                                     | Yuko Nagayama/NTT Facilities                                                      | Das Fassadendesign des Japan-Pavillons kombinierte traditionelle Arabesken- und Asanoha-Muster. Der Pavillon war in sechs Bereiche unterteilt: Begegnung mit Japan, Kultur und Geschichte, Innovation, Probleme, Wo sich Ideen treffen sowie Gestaltung der zukünftigen Gesellschaft für unser Leben – Expo 2025 Osaka, Kansai. |
| Jemen                              |      | Sustainability |                                     |                                                                                   | |
| Jordanien                          |      | Mobility       |                                     | Facts And Fiction GmbH                                                            | Das Thema lautete: Die Schwellen des Einfallsreichtums. |
| Vatikanstadt                       |      | Mobility       |                                     |                                                                                   | Der Pavillon umfasste drei Manuskripte aus der Vatikanbibliothek und eine Reproduktion von Michelangelos Die Erschaffung Adams aus der Sixtinischen Kapelle. |
| Kap Verde                          |      | Mobility       |                                     |                                                                                   | |
| Kambodscha                         |      | Sustainability |                                     |                                                                                   | |
| Kamerun                            |      | Opportunity    |                                     |                                                                                   | |
| Kanada                             |      | Sustainability |                                     | Moriyama & Teshima                                                                | Der Pavillon war eine runde, hölzerne Struktur mit dem Thema Kanada: Die Zukunft im Blick. Im Außenbereich des Pavillons befand sich das Exponat Traces, eine Reihe von acht Würfeln, die die Bedrohung von Arten und Ökosystemen durch den Klimawandel symbolisieren. Im Inneren des Pavillons befand sich ein 360-Grad-Kino, das ein siebenminütiges Video mit Panoramaaufnahmen kanadischer Landschaften mit Szenen aus der COVID-19-Reaktion des Landes, Windparks, Häfen und Menschen, die in der Landwirtschaft und Fischerei arbeiten, zeigte. |
| Kasachstan                         |      | Opportunity    |                                     | ARDECO And Insglueck.                                                             | Am 11. November 2021 berichtete die Astana Times, dass seit der Eröffnung des kasachischen Pavillons am 1. Oktober bereits über 200.000 Menschen diesen besucht hatten. Im Dezember 2021 fand auf dem zentralen Platz der EXPO Al Wasl Plaza die feierliche Hissung der kasachischen Nationalflagge statt. Der kasachische Premierminister Askar Mamin und der Minister für Toleranz und Koexistenz und Generalkommissar der Expo 2020 Dubai, Sheikh Nahyan bin Mubarak Al Nahyan, nahmen an der Veranstaltung teil. |
| Katar                              |      | Opportunity    |                                     | Santiago Calatrava                                                                | |
| Kenia                              |      | Opportunity    |                                     |                                                                                   | |
| Kirgisistan                        |      | Opportunity    |                                     |                                                                                   | |
| Kiribati                           |      | Mobility       |                                     |                                                                                   | |
| Kosovo                             |      | Mobility       |                                     |                                                                                   | |
| Kolumbien                          |      | Opportunity    |                                     | Pacheco Arquitectura                                                              | |
| Komoren                            |      | Sustainability |                                     |                                                                                   | |
| Republik Kongo                     |      | Opportunity    |                                     |                                                                                   | Der Pavillon zeigte eine Reihe von Fotografien aus Pieter Henkets Congo Tales. |
| Kroatien                           |      | Mobility       |                                     | Ante Vrban                                                                        | |
| Kuwait                             |      | Sustainability |                                     | Marco Pestalozza                                                                  | Das äußere Design des Pavillons bestand aus einem großen Wasserturm, der von einer goldenen Fassade aus Prismen umgeben war, die die Sanddünen des Landes darstellten. |
| Kuba                               |      | Sustainability |                                     |                                                                                   | |
| Laos                               |      | Mobility       |                                     |                                                                                   | |
| Lettland                           |      | Opportunity    |                                     | DJA                                                                               | |
| Libanon                            |      | Opportunity    |                                     | Biel Group                                                                        | Der Pavillon war mit Dutzenden von Schaukeln ausgestattet, die die Besucher dazu aufforderten, „über den Libanon zu fliegen“ und Drohnenaufnahmen der libanesischen Landschaft zu genießen. |
| Lesotho                            |      | Sustainability |                                     |                                                                                   | |
| Liberia                            |      | Opportunity    |                                     |                                                                                   | |
| Libyen                             |      | Mobility       |                                     |                                                                                   | |
| Litauen                            |      | Sustainability |                                     | Baukas                                                                            | Der litauische Pavillon mit dem Namen Openarium befand sich in der Nachhaltigkeitszone und wurde von MB „Baukas“ entworfen, der sich in einem Wettbewerb gegen 11 andere Teilnehmer durchsetzte. |
| Luxemburg                          |      | Opportunity    |                                     |                                                                                   | |
| Madagaskar                         |      | Sustainability |                                     |                                                                                   | |
| Malawi                             |      | Opportunity    |                                     |                                                                                   | |
| Malaysia                           |      | Sustainability | 1234 m²                             | Hijjas Architects and Planners                                                    | |
| Malediven                          |      | Sustainability |                                     |                                                                                   | |
| Mali                               |      | Opportunity    |                                     |                                                                                   | Der Mali-Pavillon zeigte ein Kunstwerk von Abdoulaye Konaté. |
| Malta                              |      | Opportunity    |                                     |                                                                                   | Der Pavillon bestand aus vier Bereichen: Tourismus, Investitionen und Handel, Innovation und Kreativität sowie Lebensstil. |
| Marshallinseln                     |      | Opportunity    |                                     |                                                                                   | |
| Mauretanien                        |      | Mobility       |                                     |                                                                                   | Der Pavillon Mauretanien war mit einem Rennboot ausgestattet. |
| Mauritius                          |      | Opportunity    |                                     |                                                                                   | Im Mauritius-Pavillon war ein Dodo in Lebensgröße zu sehen. |
| Mexiko                             |      | Mobility       |                                     | Capital Engineering                                                               | Die Außenseite des Pavillons war mit einer Häkelarbeit bedeckt, die von 100 Frauen aus Jalisco angefertigt wurde. |
| Föderierte Staaten von Mikronesien |      | Mobility       |                                     |                                                                                   | |
| Moldau                             |      | Mobility       |                                     |                                                                                   | |
| Monaco                             |      | Opportunity    |                                     | AODA, OOS                                                                         | Das Design des Monaco-Pavillons war vom Felsen von Monaco inspiriert. |
| Mongolei                           |      | Mobility       |                                     |                                                                                   | Der Pavillon zeigte Werke mongolischer Fotografen und Artefakte aus dem Nationalmuseum der Mongolei, darunter Papiergeld und Ornamente aus der Yuan-Dynastie sowie ethnische Utensilien und Ornamente, die von der mongolischen Aristokratie verwendet wurden. Die Besucher des Pavillons können auch Shagai spielen. |
| Montenegro                         |      | Sustainability |                                     |                                                                                   | |
| Marokko                            |      | Opportunity    |                                     | Tarik Oualalou                                                                    | Der Pavillon hatte sieben Stockwerke und bestand aus 22 übereinander gestapelten Häusern, die durch eine einzigen gewundenen Weg verbunden war. |
| Mosambik                           |      | Sustainability |                                     |                                                                                   | Der Pavillon von Mosambik umfasste eine Dracheninstallation mit traditionellen Drucken. |
| Myanmar                            |      | Opportunity    |                                     |                                                                                   | |
| Namibia                            |      | Opportunity    |                                     |                                                                                   | |
| Nauru                              |      | Mobility       |                                     |                                                                                   | |
| Nepal                              |      | Mobility       |                                     |                                                                                   | |
| Neuseeland                         |      | Sustainability |                                     | Jasmax                                                                            | |
| Niederlande                        |      | Sustainability |                                     | V8 Architects                                                                     | Der Pavillon gewann zwischen 1.000 und 2.000 Liter Wasser pro Tag aus der Luft und verfügte über eine kegelförmige vertikale Farm mit 9.500 essbaren Pflanzen und Nutzpflanzen. |
| Nicaragua                          |      | Mobility       |                                     |                                                                                   | |
| Niger                              |      | Mobility       |                                     |                                                                                   | |
| Nigeria                            |      | Opportunity    |                                     |                                                                                   | Im Pavillon stand eine lebensgroße Pferdeskulptur von Dotun Popoola. |
| Nordmazedonien                     |      | Mobility       |                                     |                                                                                   | |
| Norwegen                           |      | Opportunity    | 680 m² Ausstellungsfläche           | Rintala Eggertsson Architects, Expomobilia and FiveCurrents                       | |
| Oman                               |      | Mobility       |                                     | F&M Middle East                                                                   | |
| Österreich                         |      | Opportunity    |                                     | Querkraft                                                                         | Inspiriert von arabischen Windtürmen, bestand der Pavillon aus 38 weißen Kegeln unterschiedlicher Höhe, die für eine ständige Luftbewegung sorgen, um eine natürliche Belüftung zu gewährleisten. |
| Osttimor Timor-Leste               |      | Opportunity    |                                     |                                                                                   | |
| Pakistan                           |      | Opportunity    | 2900 m²                             | Al Jabal Engineering                                                              | Der pakistanische Pavillon Hidden Treasures in der Opportunity-Zone war mit dem Potenzial eines pakistanischen Kultur- und Kulturerbezentrums ausgestattet. |
| Palau                              |      | Mobility       |                                     |                                                                                   | |
| Palästina                          |      | Opportunity    | 1250 m²                             | Al Nasher                                                                         | |
| Panama                             |      | Mobility       |                                     |                                                                                   | |
| Papua-Neuguinea                    |      | Sustainability |                                     |                                                                                   | |
| Paraguay                           |      | Mobility       |                                     |                                                                                   | |
| Peru                               |      | Mobility       | 2500 m²                             | Habitare                                                                          | Der Peru-Pavillon zeigte eine Nachbildung der alten Inka-Hängebrücke von Q’iswachaka. |
| Philippinen                        |      | Sustainability | 1386 m²                             | Royal Pineda                                                                      | Der Pavillon trug den Namen Bangkóta, nach dem alten Tagalog-Wort für „Korallenriff“, und zeigt eine Skulptur von Haliya von Duddley Diaz, eine Bootsskulptur „Vessel of Time“ von Patrick Cabral, die die austronesischen Vorfahren der Filipinos symbolisiert, die ein maritimes Volk waren, und eine Kunstinstallation „Flying Men“ von Charlie Co, eine Hommage an die philippinischen Arbeiter in Übersee. |
| Polen                              |      | Mobility       |                                     | WXCA and Bellprat Partner                                                         | Der polnische Pavillon wurde von dem polnischen Studio WXCA und dem Schweizer Studio Bellprat Partner entworfen. Er gewann den renommierten internationalen Preis für den besten großen Pavillon im Rahmen des WORLD EXPO AWARDS-Wettbewerbs. Der Generalunternehmer für den polnischen Pavillon war ein Konsortium aus Międzynarodowe Targi Poznańskie und FM Aldentro. Die Ausstellung „Der Emir aus Polen“ wurde zum ersten Mal im Polen-Pavillon als Teil des Programms „Polen. Ein Land des Überflusses“ präsentiert. Es geht darin um den Orientalisten Wacław Seweryn Rzewuski. |
| Portugal                           |      | Sustainability |                                     | Saraiva + Associados                                                              | |
| Rumänien                           |      | Sustainability |                                     | Cumulus Architecture                                                              | Der Pavillon umfasste eine Wasserbar „H2RO“ mit einer Auswahl an abgefüllten Mineralwässern aus rumänischen Quellen. |
| Russland                           |      | Mobility       | > 4500 m²                           | Sergei Tchoban von Tchoban SPEECH                                                 | Der russische Pavillon war eine 27 Meter hohe Kuppel aus bunten Schläuchen. Zu sehen war eine immersive Installation des menschlichen Gehirns, „The Mechanics of Wonder“, von der Simpateka Entertainment Group. |
| Ruanda                             |      | Opportunity    |                                     |                                                                                   | |
| St. Kitts und Nevis                |      | Sustainability |                                     |                                                                                   | |
| St. Lucia                          |      | Opportunity    |                                     |                                                                                   | |
| St. Vincent und die Grenadinen     |      | Opportunity    |                                     |                                                                                   | |
| Sambia                             |      | Opportunity    |                                     |                                                                                   | |
| Samoa                              |      | Opportunity    |                                     |                                                                                   | |
| San Marino                         |      | Opportunity    |                                     |                                                                                   | Der Pavillon von San Marino enthielt eine Nachbildung des Schatzes von Domagnano. |
| São Tomé und Príncipe              |      | Sustainability |                                     |                                                                                   | |
| Saudi-Arabien                      |      | Opportunity    | 13059 m²                            | Boris Micka Associates                                                            | |
| Schweden                           |      | Sustainability | 2370 m²                             | Alessandro Ripellino Arkitekter, Studio Adrien Gardère and Luigi Pardo Architetti | Der schwedische Pavillon „The Forest“ befand sich im Nachhaltigkeitsbezirk der Expo und ist vollständig aus Holz gebaut, wobei ein ganzheitlicher Nachhaltigkeitsansatz als Ausgangspunkt diente. Der Pavillon bestand aus 300 echten Baumstämmen und die oberen Stockwerke des Pavillons waren als einzelne Baumhäuser gebaut. Das Thema des schwedischen Pavillons lautete „Co-Creation for Innovation“ und konzentrierte sich auf die schwedischen Stärken in den Bereichen Innovation, Technologie und Nachhaltigkeit. |
| Schweiz                            |      | Opportunity    |                                     | OOS                                                                               | |
| Senegal                            |      | Mobility       |                                     |                                                                                   | |
| Serbien                            |      | Mobility       | 2000 m²                             | A3 Architects Studio                                                              | |
| Seychellen                         |      | Sustainability |                                     |                                                                                   | |
| Sierra Leone                       |      | Opportunity    |                                     |                                                                                   | |
| Singapur                           |      | Sustainability |                                     | WOHA                                                                              | Der Singapur-Pavillon beherbergte 80.000 Pflanzen von 170 verschiedenen Arten. |
| Slowakei                           |      | Mobility       |                                     | Ivan Kulifaj                                                                      | Die wichtigsten Exponate des slowakischen Pavillons waren das wasserstoffbetriebene Auto MH2, die mobilen Weltraumroboter Androver I und II sowie der Flugsimulator VRM. |
| Slowenien                          |      | Sustainability | 1550 m²                             | Robert Klun, Sandi Pirš                                                           | Das Erdgeschoss des Pavillons bestand aus dem Europaplatz, dem Showroom mit Präsentationen slowenischer Unternehmen und des slowenischen Fremdenverkehrsamtes sowie dem Interaktiven Raum, in dem das slowenische Natur- und Kulturerbe und die sportlichen Leistungen vorgestellt wurden. Im ersten Stock befanden sich der Green Room und der Smart Room, in denen 360°-Filme über slowenische Innovationen gezeigt wurden. Das Slovenian Business Center, in dem hochrangige Regierungs- und Geschäftstreffen stattfinden, befand sich im zweiten Stock. |
| Salomonen                          |      | Opportunity    |                                     |                                                                                   | |
| Somalia                            |      | Opportunity    |                                     |                                                                                   | |
| Südafrika                          |      | Opportunity    |                                     | MultiChoice Group                                                                 | |
| Südkorea                           |      | Mobility       |                                     | Mooyuki Architects                                                                | Die Fassade des Pavillons bestand aus 1.597 rotierenden Würfeln mit einer digitalen (die nachts leuchtete) und drei analogen Farbflächen. |
| Südsudan                           |      | Opportunity    |                                     |                                                                                   | |
| Spanien                            |      | Sustainability |                                     | Amann Cánovas Maruri                                                              | Der spanische Pavillon zeigte ein sechs Meter langes Hyperloop-Modell, den Z01, der von Zeleros entwickelt wurde. Es wurde der Kurzfilm „August Moon“ von Filmemacher Nacho Vigalondo exklusiv im spanischen Pavillon gezeigt. |
| Sri Lanka                          |      | Opportunity    |                                     | Studenten der University of Moratuwa in Sri Lanka                                 | Der Pavillon war nach dem Thema Wasser gestaltet. Auf digitalen Bildschirmen können sich die Besucher über den Sri Lanka Tee und die wichtigsten Sehenswürdigkeiten Sri Lankas informieren. (Überschrift: Reich an vielen Facetten, die die Welt bereichern können) |
| Sudan                              |      | Mobility       |                                     |                                                                                   | Der Pavillon des Sudan war von nubischen Häusern inspiriert. |
| Suriname                           |      | Sustainability |                                     |                                                                                   | |
| Syrien                             |      | Mobility       |                                     | XYZ Designers                                                                     | Im Syrien-Pavillon war das ugaritische Alphabet ausgestellt. |
| Tadschikistan                      |      | Sustainability |                                     |                                                                                   | |
| Tansania                           |      | Mobility       |                                     |                                                                                   | |
| Thailand                           |      | Mobility       |                                     | Index Creative Village                                                            | Die Fassade des Pavillons war mit mehr als 500 künstlichen „dok rak“-Kronenblumen bedeckt. |
| Togo                               |      | Mobility       |                                     |                                                                                   | |
| Tonga                              |      | Opportunity    |                                     |                                                                                   | Im tonganischen Pavillon war die Installation The Earth is my Friend zu sehen. |
| Trinidad und Tobago                |      | Mobility       |                                     | Agyei Archer Ltd.                                                                 | |
| Tschad                             |      | Opportunity    |                                     |                                                                                   | |
| Tschechien                         |      | Sustainability |                                     | Formosa AA                                                                        | Der tschechische Pavillon stand unter dem Motto „Tschechischer Frühling“ und verfügt über ein Restaurant mit tschechischen Gerichten. Ausgestellt war die größte gefräste Münze der Welt mit 535 Millimeter im Durchmesser und 48 Millimeter Dicke sowie 130 Kilogramm Gewicht. |
| Tunesien                           |      | Opportunity    |                                     | Noaf Interiors LLC                                                                | |
| Türkei                             |      | Sustainability |                                     |                                                                                   | |
| Turkmenistan                       |      | Mobility       |                                     | Tekmil                                                                            | Am Eingang des Pavillons befand sich eine Brunnenskulptur mit fünf Achal-Tekkiner-Pferden. |
| Tuvalu                             |      | Mobility       |                                     |                                                                                   | |
| Uganda                             |      | Opportunity    |                                     |                                                                                   | |
| Ukraine                            |      | Opportunity    | 2600 m²                             | Wanders Werner Falasi                                                             | Im Erdgeschoss des Pavillons waren die Ausstellungen „Field“, bestehend aus realen und künstlerischen Formen von Weizen, und „Thinking“, bestehend aus einem Würfel mit einer mehrfach strukturierten Oberfläche, die intelligentes Denken symbolisiert, sowie die Multimedia-Galerie „Smart Life“ zu sehen. Die zweite Ebene ist ein offener Raum mit 26 Stickereien, die die kulturellen, künstlerischen und architektonischen Errungenschaften der Ukraine darstellten. Auf der obersten Ebene befinden sich eine Ausstellung zeitgenössischer Kunst, „Ellipsis“, und eine interaktive Bar mit einem Roboter, „SkyLab robo-complex“. Nach dem Russischen Überfall auf die Ukraine brachten Besucher der Expo 2020 ihre Solidarität mit der Ukraine zum Ausdruck, indem sie Botschaften auf spezielle Wände der Hoffnung schrieben. |
| Vereinigte Arabische Emirate       |      | Opportunity    | 15064 m²                            | Santiago Calatrava                                                                | Der Pavillon der Vereinigten Arabischen Emirate hatte die Form eines fliegenden Falken und mit 28 Flügeln aus kohlenstofffaserverstärktem Kunststoff, die sich vollständig öffnen lassen, um eingebaute Solarzellen zu enthüllen. Der Pavillon bestand aus sechs verschiedenen Bereichen. |
| Vereinigtes Königreich             |      | Opportunity    |                                     | Es Devlin Studio                                                                  | Die Kegelform des Pavillons bestand aus Lamellen mit einer sich ständig verändernden Botschaft, die von einer KI und den Beiträgen der Besucher generiert wurde, inspiriert von einem Projekt von Stephen Hawking. |
| Vereinigte Staaten                 |      | Opportunity    | 3300 m²                             | Woods Bagot                                                                       | Der Pavillon zeigte Thomas Jeffersons Korankopie, eine vom amerikanischen Astronauten Jack Schmitt während der Apollo-17-Mission gesammelte Mondgesteinsprobe, eine 43 Meter hohe Nachbildung der Trägerrakete Falcon 9 und eine Nachbildung des Mars-Rovers Opportunity. |
| Uruguay                            |      | Mobility       |                                     | Al Shirawi Contracting Co.                                                        | |
| Usbekistan                         |      | Sustainability |                                     | OP3 Expo                                                                          | |
| Vanuatu                            |      | Mobility       |                                     |                                                                                   | |
| Venezuela                          |      | Opportunity    |                                     | Wanders Werner Falasi                                                             | Der farbenfrohe Pavillon zeigte eine visuelle Ausstellung venezolanischer Bürger, eine 360-Grad-Ausstellung venezolanischer Landschaften und Ökosysteme, Vitrinen mit den wichtigsten venezolanischen Exportgütern und Mineralien sowie ein Wandgemälde von Juvenal Ravelo mit einem unvollendeten Teil, den die Besucher bemalen können. |
| Vietnam                            |      | Opportunity    |                                     | I5 and MarknB                                                                     | Die Fassade des Pavillons war mit 800 traditionellen kegelförmigen Hüten aus Hoi An und einer Ausstellung von 18 nachgebildeten Kunstwerken bedeckt, die von vietnamesischen Künstlern für das Gebäude der Nationalversammlung in Hanoi geschaffen wurden. |
| Simbabwe                           |      | Opportunity    |                                     |                                                                                   | Das unerschlossene Juwel Afrikas umfasste eine Nachbildung von Groß-Simbabwe. |
| Zentralafrikanische Republik       |      | Sustainability |                                     |                                                                                   | |
| Zypern                             |      | Opportunity    |                                     |                                                                                   | |

### Partner-Pavillons
| Name                                  | Bild | Unterthemen    | Größe   | Architekt           | Anmerkungen                                                                    |
| ------------------------------------- | ---- | -------------- | ------- | ------------------- | ------------------------------------------------------------------------------ |
| DP World                              |      | Opportunity    |         | Yaghmour Architects | Der Pavillon wird nach der Expo 2020 zu einer ständigen Fakultät für Logistik. |
| Dubai Electricity and Water Authority |      | Sustainability |         |                     |                                                                                |
| Emirates                              |      | Opportunity    |         | Pulse Group         |                                                                                |
| Emirates National Oil Company         |      | Opportunity    | 2060 m² | Jack Morton         |                                                                                |
| PepsiCo                               |      | Mobility       |         |                     | Bolt, gesponsert von Gatorade                                                  |
| PepsiCo                               |      | Opportunity    |         |                     | Plus, gesponsert von Pepsi und Lay's                                           |
| PepsiCo                               |      | Sustainability |         |                     | Drop, gesponsert von Aquafina und aus recycelten Dosen gebaut                  |

### Pavillons von Organisationen
| Name                                       | Bild | Unterthemen | Größe | Architekt                    | Anmerkungen                                                                                   |
| ------------------------------------------ | ---- | ----------- | ----- | ---------------------------- | --------------------------------------------------------------------------------------------- |
| AU                                         |      | Opportunity |       |                              | Der Pavillon ist in drei Bereiche unterteilt: Unsere Geschichte, Unser Wandel und Unser Erbe. |
| Arabische Liga                             |      | Opportunity |       |                              |                                                                                               |
| ASEAN                                      |      | Mobility    |       |                              |                                                                                               |
| Dubai Cares                                |      | Opportunity |       | PICO                         |                                                                                               |
| GCC                                        |      | Opportunity |       | Concept Architect            |                                                                                               |
| Investment Corporation of Dubai            |      | Opportunity |       | ALEC FIT OUT                 |                                                                                               |
| Islamische Weltliga                        |      | Mobility    |       |                              |                                                                                               |
| Organisation für Islamische Zusammenarbeit |      | Mobility    |       |                              |                                                                                               |
| United Arab Emirates University            |      | Mobility    |       | BASE Engineering, TODO, F&M  |                                                                                               |
| World Expo Museum                          |      | Mobility    |       | Shanghai Modern National Ex. |                                                                                               |

### Besondere Pavillons
| Name                                        | Bild | Unterthemen    | Größe   | Architekt                 | Anmerkungen |
| ------------------------------------------- | ---- | -------------- | ------- | ------------------------- | --- |
| Alif – The Mobility Pavilion                |      | Mobility       |         | Foster and Partners       | Alif – Der Mobilitätspavillon verfügte über den größten Personenaufzug der Welt, der mehr als 160 Personen auf einmal befördern konnte. |
| Baden-Württemberg                           |      | Opportunity    | 2300 m² | NÜSSLI Adunic             | Baden-Württemberg war das einzige Bundesland, das auf der Expo einen eigenen Pavillon hatte. Für den Bau des Pavillons wurden mehr als 70 Tonnen Fichtenholz aus Baden-Württemberg nach Dubai verschifft. Weil Sponsoren ihre Zusagen zurückzogen und Verträge unklar ausgestaltet waren, musste das Bundesland die Kosten selbst übernehmen und für eine Kostensteigerung von drei auf mehr als 15 Millionen Euro aufkommen. |
| The Good Place                              |      | Opportunity    |         | Ahmad Abdulrahman Bukhash | Der Pavillon zeigte Projekte des Innovation Impact Grant-Programms von Expo Live, das 140 Basisinnovatoren aus 76 Ländern unterstützte. |
| Mission Possible – The Opportunity Pavilion |      | Opportunity    |         | AGi Architects            | |
| Terra – The Sustainability Pavilion         |      | Sustainability |         | Grimshaw Architects       | |
| Vision Pavilion                             |      | Sustainability |         | Icaria Atelier            | Der Vision Pavillon feierte die Vision von Scheich Mohammed bin Rashid Al Maktoum, Vizepräsident und Premierminister der VAE und Herrscher von Dubai. |
| Women's Pavilion                            |      | Sustainability |         | e.construct               | |

## Weitere Attraktionen
| Name                          | Bild | Zone           | Architekt                               | Anmerkungen |
| ----------------------------- | ---- | -------------- | --------------------------------------- | --- |
| Al Wasl Plaza                 |      |                | Adrian Smith + Gordon Gill Architecture | Zentraler Punkt der Expo 2020, über 60 Meter hohe Kuppel mit einem Durchmesser von 150 Meter, in der Kuppel wurden 360°-Projektionen gezeigt |
| Garden in the Sky             |      | Jubilee        |                                         | Aussichtsturm |
| Water Feature                 |      | Jubilee        |                                         | Musikgesteuerte Wasserfälle |
| Sameem - Story of Our Culture |      | Sustainability |                                         | Während der gesamten 6-monatigen Expozeit konnte man den authentischen Bau einer Dhau, eines traditionellen Holzbootes, live miterleben. |
| Eingangsportale               |      |                | Asif Khan                               | Die drei im Dezember 2019 fertig gestellten Eingangsportale zu den Distrikten bestehen aus hochwertigen Carbonfasern und Harzen, die zu feinsten Strängen verarbeitet wurden und die aneinandergelegt 5.000-mal um die Welt reichen würden. Jedes Portal hat zwei 21 Meter hohe Tore. Die Portale wurden von der HA-CO Carbon GmbH (Standort Wallerstein in Deutschland) gefertigt. |

## Maskottchen

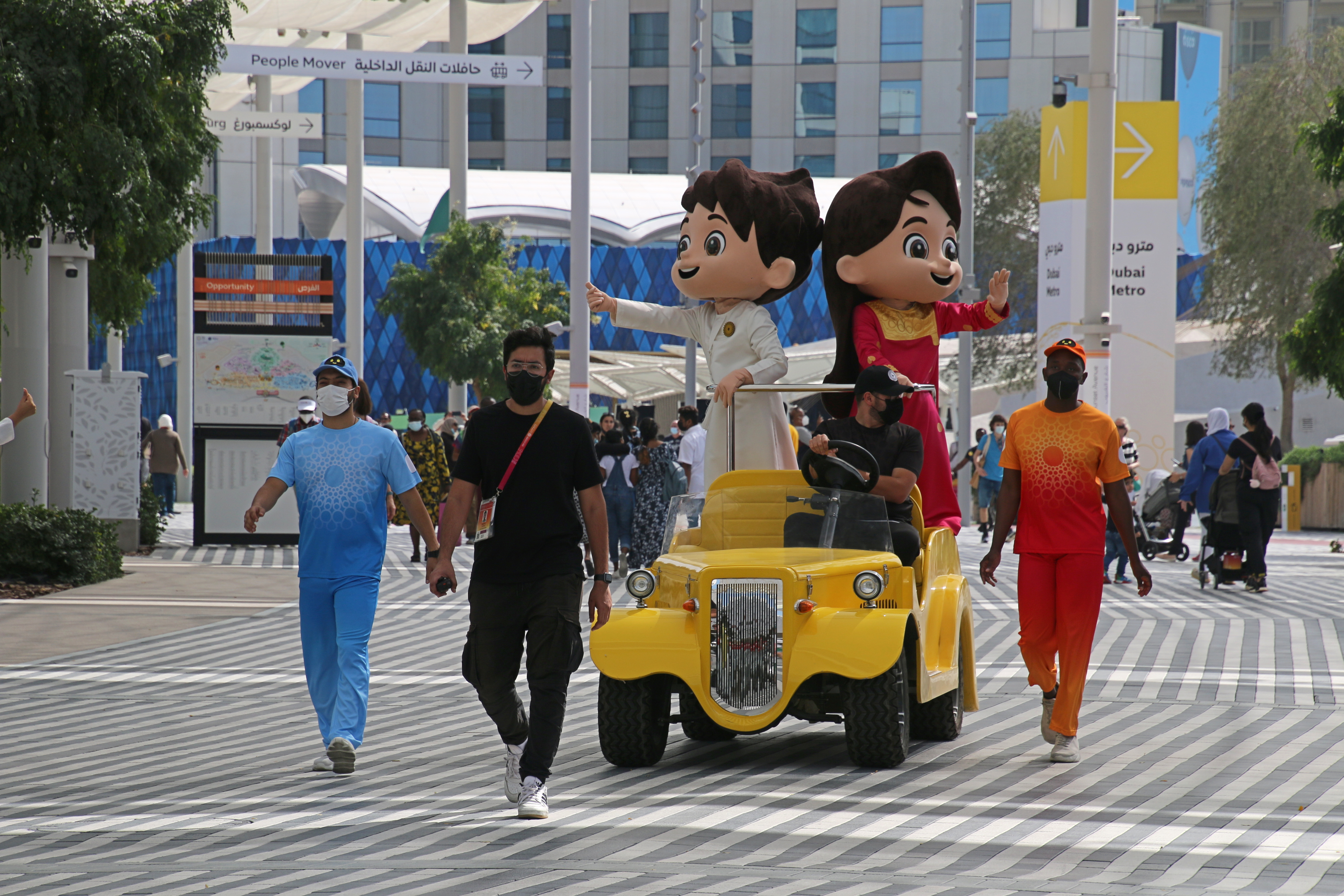
EXPO 2020 Maskottchen Rashid und Latifa

Es gibt 6 Maskottchen: Salama, Rashid, Latifa, Alif, Opti und Terra. Rashid und Latifa sind ein 9 und 8 Jahre altes Geschwisterpaar, Salama ist ein ghaf-Baum, und Alif, Opti und Terra sind die jeweiligen Schutzmaskottchen für die Pavillons Mobilität, Chancen und Nachhaltigkeit.